# Hickman (Kentucky)
Hickman è un comune degli Stati Uniti d'America, situato nello Stato del Kentucky, nella contea di Fulton, della quale è il capoluogo.